# Thygeson
de Thygeson er en uddød dansk lavadelig brevadelsslægt, der opstod, da justitsråd Thyge Jesper Thygesen til Mattrup og hans broder Laus (Lars) Thygesen blev adlet 20. juni 1776 med navnet de Thygeson. Baggrunden for adlingen var primært det stamhus – Stamhuset Mattrup – som deres farbroder Emanuel Thygesen havde oprettet.
Godsejerslægten de Thygeson føres tilbage til Jesper Thygesen (nævnt 1664 og 69) til Skæring-Munkgård, hvis søn Thyge Jespersen til Mattrup, Skårupgård og Skæring-Munkgård (1655-1706) var fader til Anna Thygesen (d. 1762), gift med etatsråd Erik Jensen Torm (1684-1764), til sognepræst i Vinkel og Rind Jesper Thygesen (1695-1764), til godsejer, købmand Emanuel Thygesen (1703-1764), der oprettede stamhuset Mattrup, og til kancelliråd Niels Thygesen (1700-1752) til Mattrup, hvis sønner etatsråd Lars de Thygeson (1741-1812) til Bygholm og justitsråd Thyge Jesper de Thygeson (1738-1822) til Stamhuset Mattrup blev adlede 1776; sidstnævnte var fader til Cathrine Marie de Thygeson (1774-1803), der ægtede stiftamtmand, gehejmekonferensråd, baron Frederik Julius Christian Güldencrone (1765—1824), til Helene de Thygeson (1776-1839) — hvis søn i andet ægteskab med generalkrigskommissær Carl Frederik Becker (1784-1858) til Tirsbæk var forfatteren Tyge Alexander Becker (1812-1869) — og til stiftamtmand Niels Emanuel de Thygeson (1772-1860) til stamhuset Mattrup, der var fader til ligeledes politiker, kammerherre Thyge Georg Carl Frederik de Thygeson (1806-1905), med hvem slægten uddøde; hans adoptivdatter Charlotte Marie Trap (1856-1934) adledes 1876 med navnet Trap de Thygeson.